# Giovanni Franceschi
Pour les articles homonymes, voir Franceschi.
Giovanni Franceschi, né le 25 avril 1963 à Milan, est un nageur Italien de quatre nages individuel.

## Biographie
Giovanni Franceschi a gagné deux médailles d'or aux Championnats d'Europe 1983. Il a représenté l'Italie dans deux Jeux olympiques consécutifs, à partir de 1980.
Surnommé Long John en raison de sa taille (1,92 m), Giovanni Franceschi est détenteur d’un record inégalé pour le moment car il a remporté 41 titres dans 9 disciplines sur 11 ans : 50 à 100 - 200 - 400 m libre, 100 et 200 m dos, 100 m papillon et à 200 m et 400 m quatre nages.

## Palmarès
Il remporte 41 titres .
Note : RE = record d'Europe
| Jeux olympiques               | 200 m quatre nages          | 400 m quatre nages           | 4 × 200 m libre                             | 4 × 100 m quatre nages |
| 1980 Moscou Union soviétique  | ---                         | élim. en série 4 min 33 s 66 | ---                                         | ---                    |
| 1984 Los Angeles États-Unis   | 3e en finale B 2 min 6 s 10 | 8e 4 min 26 s 05             | ---                                         | ---                    |
| Championnats du monde         | 200 m quatre nages          | 400 m quatre nages           | 4 × 200 m nage libre                        | 4 × 100 m quatre nages |
| 1982 Guayaquil Équateur       | Bronze 2 min 4 s 65         | 4 4 min 24 s 89              | ---                                         | ---                    |
| 1986 Madrid Espagne           | ---                         | ---                          | 8e - 7 min 33 s 44 fraction : 1 min 52 s 75 | ---                    |
| Championnats d'Europe         | 200 m quatre nages          | 400 m quatre nages           | 4 × 200 m libre                             | 4 × 100 m quatre nages |
| 1981 Split Yougoslavie        | Argent 2 min 4 s 97         | Bronze 4 min 24 s 82         | ---                                         | ---                    |
| 1983 Rome Italie              | Or 2 min 2 s 48 - RE        | Or 4 min 20 s 41 - RE        | Bronze 7 min 26 s 01                        | 7e - 3 min 50 s 20     |
| 1985 Sofia Bulgarie           | 4e 2 min 4 s 55             | 7e 4 min 30 s 17             | ---                                         | ---                    |
| 1987 Schiltigheim France      | ---                         | ---                          | ---                                         | 4e 3 min 46 s 63       |
| Jeux Méditerranéens           | 200 m quatre nages          | 400 m quatre nages           | 4 × 200 m libre                             | 4 × 100 m quatre nages |
| 1979 Split Yougoslavie        | ---                         | Argent 4 min 40 s 98         | ---                                         | ---                    |
| 1983 Casablanca Maroc         | ---                         | Or 4 min 27 s 30             | Or 7 min 34 s 48                            | ---                    |
| Championnats d'Europe Juniors | 200 m quatre nages          | ---                          | 100 m papillon                              | ---                    |
| 1978 Firenze Italie           | Or 2 min 12 s 56            | ---                          | Bronze 59 s 55                              | ---                    |

### Championnat italien
Dans le Championnat italien (it), il compte 39 titres individuels et 17 titres dans les relais, comme suit :
- 6 dans le 50 m libre
- 1 dans le 100 m libre
- 1 dans le 200 m libre
- 1 dans le 400 m libre
- 4 dans le 100 m dos
- 1 au 200 m dos
- 1 dans le 100 m papillon
- 12 dans le 200 m quatre nages
- 12 au 400 m quatre nages
- 4 dans le sl 4 × 100 m
- 5 dans le sl 4 × 200 m
- 8 dans le 4 × 100 m 4 nages

| Année | Édition                            | 50 m nage libre | 100 m nage libre | 200 m nage libre | 400 m nage libre | 4 × 100 m nage libre | 4 × 200 m nage libre | 100 m dos | 200 m dos | 100 m papillon | 200 m quatre nages | 400 m quatre nages | 4 × 100 m quatre nages |
| ----- | ---------------------------------- | --------------- | ---------------- | ---------------- | ---------------- | -------------------- | -------------------- | --------- | --------- | -------------- | ------------------ | ------------------ | ---------------------- |
| 1978  | Championnat italien 1978 Été       | -               | -                | -                | -                | -                    | -                    | -         | -         | -              | -                  | 1                  | -                      |
| 1979  | Championnat italien 1979 été       | -               | -                | -                | -                | -                    | -                    | -         | -         | -              | -                  | 1                  | -                      |
| 1980  | Championnat italien 1980 Printemps | -               | -                | -                | -                | -                    | -                    | -         | -         | -              | 1                  | 1                  | -                      |
| 1981  | Championnat italien 1981 Printemps | -               | -                | -                | -                | -                    | -                    | 1         | -         | -              | 1                  | 1                  | -                      |
| 1981  | Championnat italien 1981 Été       | -               | -                | -                | -                | -                    | 1                    | 1         | 1         | -              | 1                  | 1                  | -                      |
| 1982  | Championnat italien 1982 Printemps | -               | -                | -                | -                | -                    | -                    | 1         | -         | -              | 1                  | 1                  | 1                      |
| 1982  | Championnat italien 1982 Été       | -               | -                | -                | -                | -                    | -                    | -         | -         | -              | 1                  | 1                  | -                      |
| 1983  | Championnat italien 1983 Printemps | -               | -                | -                | -                | 1                    | 1                    | -         | -         | -              | 1                  | 1                  | 1                      |
| 1983  | Championnat italien 1983 Été       | -               | -                | -                | 1                | 1                    | 1                    | 1         | -         | -              | 1                  | 1                  | -                      |
| 1984  | Championnat italien 1984 Printemps | -               | -                | -                | -                | 1                    | 1                    | -         | -         | -              | 1                  | 1                  | 1                      |
| 1984  | Championnat italien 1984 Été       | -               | -                | -                | -                | 1                    | 1                    | -         | -         | -              | -                  | 1                  | -                      |
| 1985  | Championnat italien 1985 Printemps | -               | -                | -                | -                | -                    | -                    | -         | -         | -              | 1                  | 1                  | 1                      |
| 1985  | Championnat italien 1985 Été       | -               | -                | -                | -                | -                    | -                    | -         | -         | -              | 1                  | -                  | 1                      |
| 1986  | Championnat italien 1986 Printemps | 1               | 1                | 1                | -                | -                    | -                    | -         | -         | -              | -                  | -                  | 1                      |
| 1986  | Championnat italien 1986 Été       | 1               | -                | -                | -                | -                    | -                    | -         | -         | -              | 1                  | -                  | 1                      |
| 1987  | Championnat italien 1987 Printemps | 1               | -                | -                | -                | -                    | -                    | -         | -         | 1              | 1                  | -                  | -                      |
| 1987  | Championnat italien 1987 Été       | 1               | -                | -                | -                | -                    | -                    | -         | -         | -              | -                  | -                  | 1                      |
| 1988  | Championnat italien 1988 Printemps | 1               | -                | -                | -                | -                    | -                    | -         | -         | -              | -                  | -                  | -                      |
| 1988  | Championnat italien 1988 Été       | 1               | -                | -                | -                | -                    | -                    | -         | -         | -              | -                  | -                  | -                      |

## Source